# Marschskizze
Die Marschskizze ist eine Form der gemäß KatS-DV 100 für den Marschbefehl geforderten Wegbeschreibung für den Kraftfahrzeugmarsch im Katastrophenschutz. 
In der Marschskizze werden in geradliniger Form die zu passierenden Kreuzungen, zu befahrenden Straßen, Entfernungen sowie wichtige Orientierungspunkte aufgeführt. Die Darstellung ist hierbei weder maßstabsgerecht noch winkeltreu. Die Marschskizze ähnelt dadurch in ihrer Darstellung dem Liniennetzplan des Nahverkehrs. Das Fahren nach einer solchen Marschskizze entspricht daher mehr dem Abarbeiten einer Checkliste als der Orientierung auf einer normalen Landkarte. 

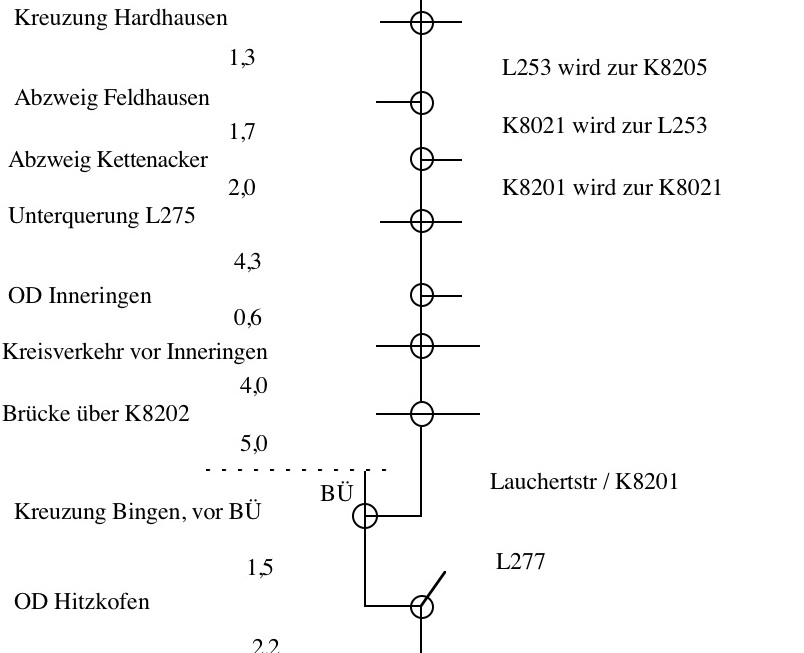
Ausschnitt aus einer Marschskizze mit Orientierungspunkten (Kreuzungen) und Entfernungsangaben

Sie ist verwandt mit der Orientierungsskizze und der Geländeskizze.